# Lutz Pfannenstiel
Lutz Pfannenstiel (Zwiesel, 12 mei 1973) is een voormalig voetballer, die speelde als doelman. De eenmalig jeugdinternational voor Duitsland U-17 sloeg als 18-jarige, als speler van 1. FC Kötzting, een aanbod van Bayern München af om in hun amateurteam in het doel te staan. Pfannenstiel verkoos een dienstverband bij Penang Panthers in Maleisië boven aanbiedingen van VfL Bochum en 1. FC Nürnberg en daarmee begon op zijn 18e zijn trektocht over de wereld.
Uiteindelijk heeft Pfannenstiel gespeeld voor 25 verschillende clubs over de hele wereld, waaronder in Duitsland, Engeland, Nieuw-Zeeland, Singapore, Verenigde Staten, Brazilië, Zuid-Afrika, Finland, Maleisië, België, Canada, Namibië, Noorwegen, Armenië en Albanië.
Vanaf januari 2008 kwam Pfannenstiel uit voor CA Hermann Aichinger in de Campeonato Catarinense (de eerste klasse van de amateurs in Brazilië). Daarmee was hij de eerste voetbalprof die op alle continenten, die bij de FIFA zijn aangesloten, gespeeld heeft.

## Gokschandaal
Pfannenstiel werd als speler van Geylang United deel van een gokschandaal. Hij werd veroordeeld, ondanks het feit dat de wedstrijden waar op gegokt zouden zijn niet verloren waren gegaan. Hij belandde voor 101 dagen in een cel in Singapore.

## Klinisch dood
Als speler van Bradford Park Avenue raakte hij in de Yorkshire derby tegen Harrogate Town, op Tweede Kerstdag van 2002 zwaargewond. Pfannenstiel was uit zijn goal gekomen, had naar een hoge bal gesprongen waarna een aanstormende tegenstander vol met zijn knie in Pfannenstiels middenrif beukte. Pfannenstiel zakte ineen en werd tot driemaal toe klinisch dood verklaard. Hij raakte enkele uren in een coma, maar overleefde desondanks.

## Manager
Tussendoor is Pfannenstiel ook nog eens manager geweest. In Armenië trad hij begin 2007 kortstondig op als trainer/manager door een nieuw team, FC Bentonit Ijevan, opgericht door voormalig Armeens international David Davtyan, uit de grond te stampen. De missie werd volbracht, 18 nieuwe spelers (uit Brazilië, Servië, Oekraïne, Georgië, Rusland en Mexico) werden aangetrokken, de toegezegde 3 miljoen euro (!) zag Pfannenstiel echter nooit. Het doek voor FC Bentonit viel al na 3 wedstrijden toen het team werd teruggetrokken uit de competitie.
Hij schreef zijn biografie Unhaltbar - Meine Abenteuer als Welttorhüter; het boek werd 1 oktober 2009 uitgebracht. Tijdens de WK's van 2010 en 2014 werkte Pfannenstiel als analist voor de Duitse tv-zender ZDF, samen met collega-doelman Oliver Kahn.